# Little Green House en K Street
La Little Green House en K Street (la "casita verde en la calle K") fue una residencia en Washington D. C., Estados Unidos, donde se cree que se planearon los entramados notoriamente corruptos de la presidencia de Warren Harding (1921-23).

## Historia
La llamada "Little Green House" ("casita verde") estaba situada en el 1625 de la calle K, en la zona noroeste de Washington. Había sido construida en 1880 por un abogado retirado, J. B. Edmonds, de Iowa.
La casa fue alquilada por cómplices de Harry Daugherty, Fiscal General del presidente Harding, entre ellos Jess Smith y Howard Mannington, que formaban parte de la llamada Banda de Ohio (la Ohio Gang). Según un testimonio ante el Comité del Senado que investigaba el escándalo del Teapot Dome, se trataba del cuartel general oficioso de la Banda, donde se arreglaron muchos de los negocios corruptos. El testimonio ante el Senado se derrumbó cuando la testigo clave, Roxie Stinson, admitió ante el comité que jamás había visto la "casita verde". La investigación también se vio minada cuando el otro testigo clave, Gaston Means, se retractó de todo su testimonio en una declaración jurada y admitió haber preparado el testimonio de Stinson junto con el senador Burton Wheeler.
El edificio se derribó en 1941 para dejar sitio al edificio Commonwealth, de doce plantas.

## Legado
El nombre entró en el vocabulario americano como símbolo de la corrupción política y el favoritismo.  El Chicago Tribune describió la casa como "uno de los símbolos de la desgracia de una nación".
En 1934, el congresista Fred Britten, republicano por Illinois, hizo una célebre comparación de la "Casa roja" de la calle R en Georgetown, donde los promotores originales del New Deal trazaron su estrategia durante los primeros años de la administración de Franklin D. Roosevelt, con la "Casita verde de la calle K". La dirección de la calle R se llegó a conocer como la "casita verde" del Brain Trust.
Durante el escándalo en el que salieron a la luz las relaciones extramatrimoniales del senador John Ensing y el congresista Chip Pickering en 2009, los comentaristas compararon con frecuencia sus hogares en la calle C con la "Casita Verde de la calle K".

## Para saber más
- Dean, John W. Warren G. Harding (The American Presidents Series). Times Books, Henry Holt and Company, LLC, 2004
- Downes Randolph C. The Rise of Warren Gamaliel Harding, 1865–1920. Ohio University Press, 1970
- Ferrell, Robert H. The Strange Deaths of Warren G. Harding, Columbia:MO, University of Missouri Press, 1998
- Murray Robert K. The Harding Era 1921-1923: Warren G. Harding and his Administration. University of Minnesota Press, 1969
- Russell, Francis (1968). The Shadow of Blooming Grove: Warren G. Harding and His Times. New York: McGraw-Hill. pp. 39–40, 403–405. ISBN 0-07-054338-0. (requiere registro).
- Sinclair, Andrew. The Available Man: The Life behind the Masks of Warren Gamaliel Harding 1965 online full-scale biography (enlace roto disponible en Internet Archive; véase el historial, la primera versión y la última).